# HD 164427 b
HD 164427 b è una nana bruna che orbita intorno alla stella HD 164427. Ha una massa minima 46 volte Giove e impiega 108,55 giorni terrestri a compiere un giro intorno alla stella. Venne scoperto nel 2001 da Chris Tinney che usò uno spettroscopio Doppler in Australia.